# Cenostigma tocantinum
Cenostigma tocantinum är en ärtväxtart som beskrevs av Adolpho Ducke. Cenostigma tocantinum ingår i släktet Cenostigma och familjen ärtväxter. Inga underarter finns listade i Catalogue of Life.